# Франк Кондор
Франк Кондор (ісп. Frank Cóndor; нар. 1 січня 1984) — колишній іспанський тенісист.
Найвищу одиночну позицію світового рейтингу — 325 місце досяг 25 липня 2005, парну — 574 місце — 11 липня 2005 року.

## Титули ITF Ф'ючерс

### Одиночний розряд: (3)
| Ранг | Дата     | Турнір                    | Покриття | Суперник                   | Рахунок          |
| ---- | -------- | ------------------------- | -------- | -------------------------- | ---------------- |
| 1.   | Лип 2004 | Марокко F2, Марракеш      | Ґрунт    | Алессандро Аккардо         | 6–4, 6–3         |
| 2.   | Лис 2004 | Іспанія F31, Гран-Канарія | Ґрунт    | Даніель Муньйос де ла Нава | 7–6(3), 3–6, 6–4 |
| 3.   | Кві 2006 | Іспанія F12, Льєйда       | Ґрунт    | Даніель Монедеро-Гонсалес  | 6–2, 3–6, 6–1    |